# Vauxhall Carlton
Vauxhall Carlton - это серия больших семейных автомобилей / автомобилей представительского класса, продававшихся в двух разных поколениях подразделением Vauxhall GM Europe в период с 1978 по 1994 год. Carlton был основан на Opel Rekord E (Mk.1) и Omega A (Mk. 2).
За исключением автомобилей Mk.1 до фейслифтинга, большинство автомобилей Carlton производились Opel в Рюссельсхайме и отличались от своих сестер Opel Rekord / Omega только значками и отделкой.
В 1994 году его заменила Omega B, что отражает стандартизацию названий моделей для обоих брендов GM Europe.

## История

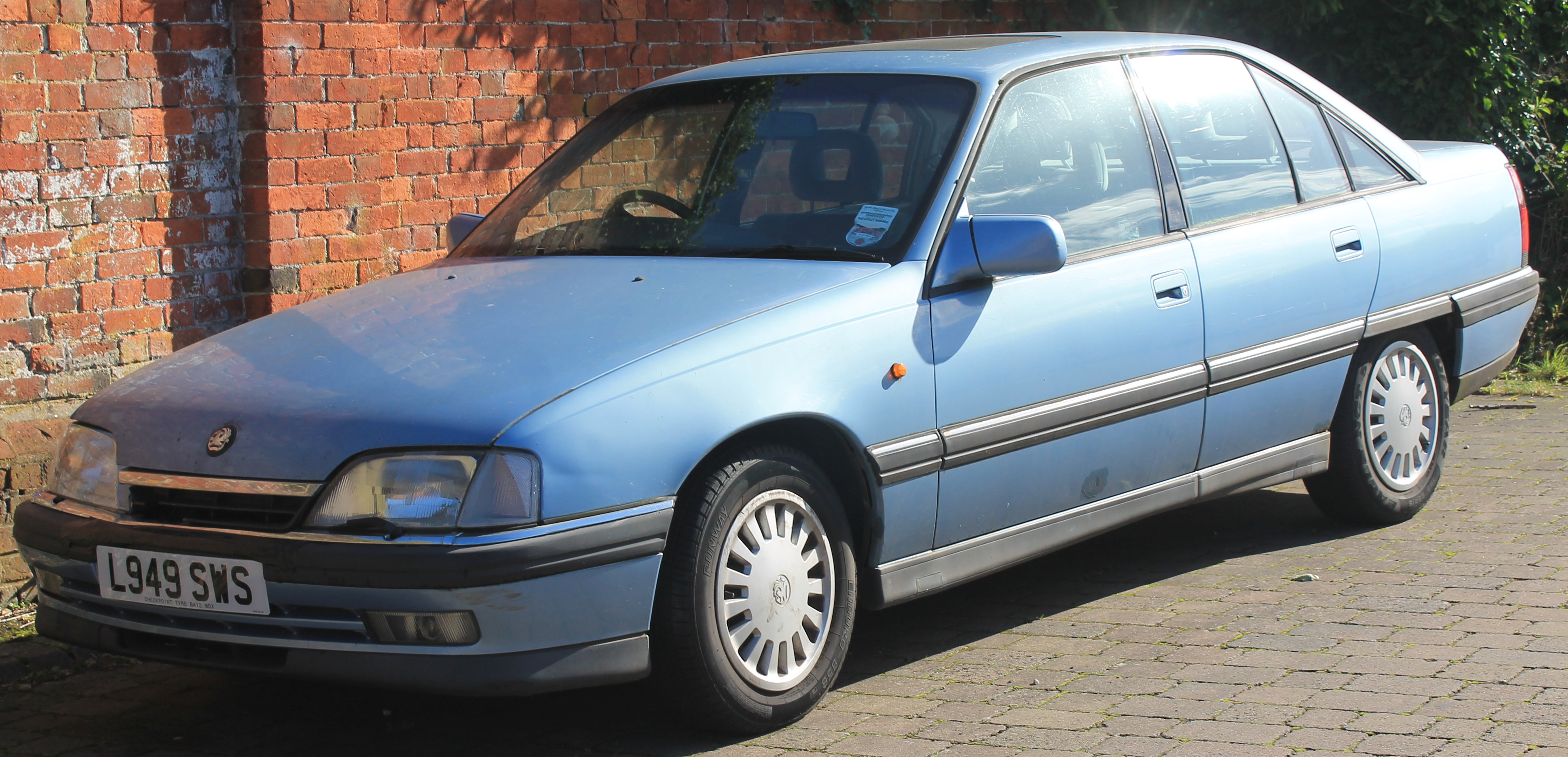
Седан Воксхолл Карлтон 1993 года выпуска

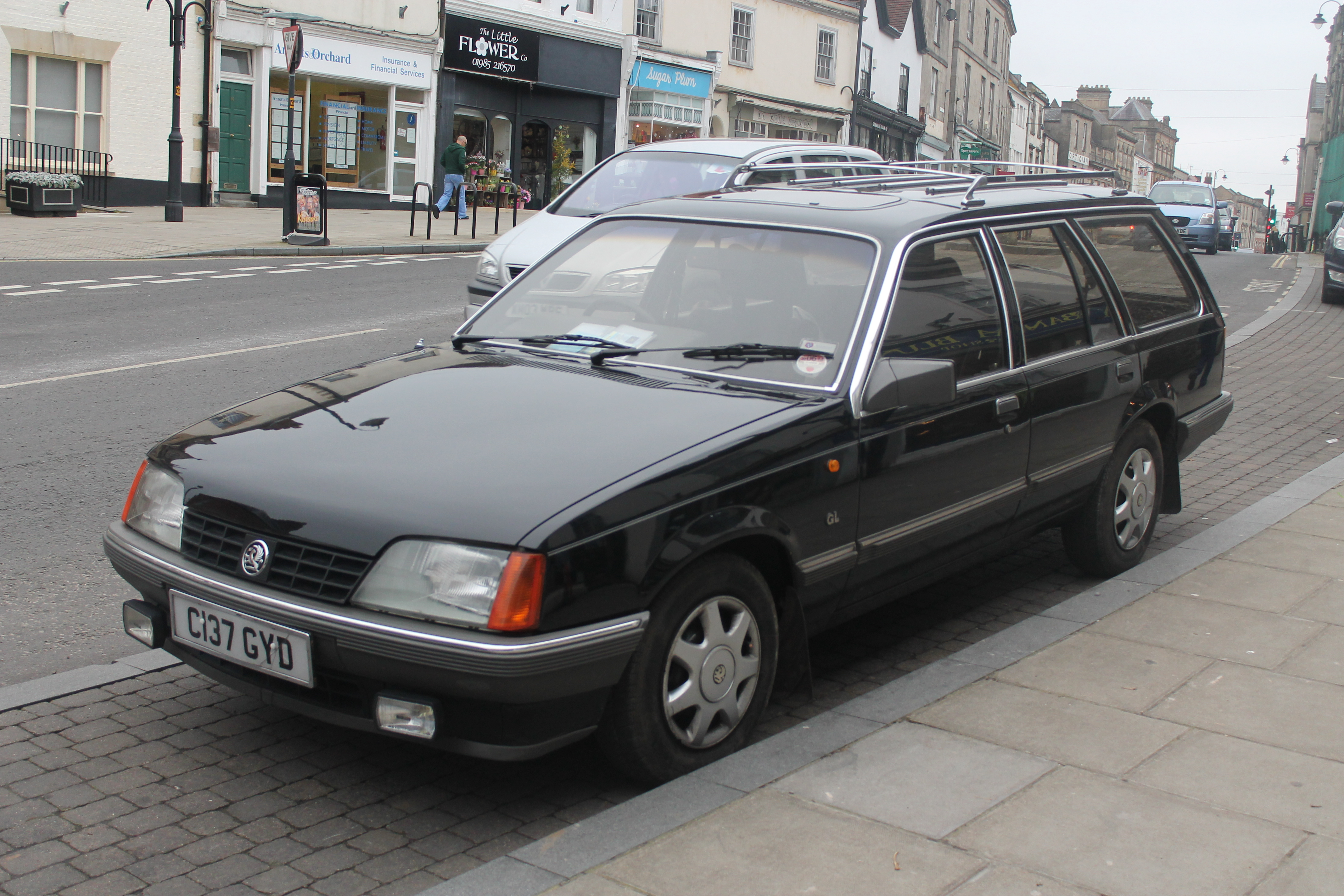
Vauxhall Carlton универсал

Первый Vauxhall Carlton был представлен в сентябре 1978 года в качестве замены стареющих седанов VX1800/VX2300, построенных в Лутоне из компонентов, произведенных на заводе Opel в Рюссельсхайме. В то время как его предшественник был основан на Opel Rekord D, связь между Carlton и соответствующим Opel Rekord E была гораздо более очевидной: по сути, это был тот же автомобиль, сохранивший силовые агрегаты от Opel, но с типичной для Vauxhall передней частью «свисающий нос». (который дебютировал тремя годами ранее с Chevette и Cavalier), у которого не было традиционной решетки радиатора, а немного другая задняя часть с номерным знаком, перемещенным к заднему бамперу. Другим отличием была приборная панель, на которой был расположен приборный нактоуз с капюшоном, идущий по всей ширине автомобиля с деревянными украшениями, по сравнению с более простой приборной панелью Rekord. Это был традиционный большой седан или универсал с задним приводом и просторным, удобным салоном, доступный только в L-образной отделке. Мощность исходила от 2,0-литрового карбюраторного двигателя Opel CIH, который обеспечивал разумную производительность, изысканность и экономичность. Было доступно несколько впечатляющих опций, включая центральный дверной замок, легкосплавные диски и электрические стеклоподъемники, что давало ему преимущество перед большинством конкурентов с аналогичной ценой.
Он был разработан, чтобы напрямую конкурировать с Ford Granada, который неизменно был самым популярным автомобилем такого размера в Великобритании в 1970-х годах. Он также конкурировал с модельными рядами Princess и Rover SD1 компании British Leyland, а также с иностранными конкурентами, включая Citroën CX и Renault 20/30. Он был запущен незадолго до Peugeot 505.
Также были доступны удлиненные и более мощные модели на базе Carlton и Rekord. Прямо над ними располагался Vauxhall Viceroy, который представлял собой Carlton с более крупным шестицилиндровым двигателем Opel объемом 2,5 л или 3,0 л с распредвалом (CIH) (соответствующим Opel был Opel Commodore), и отличался также тем, что он отличался хромированная решетка с мотивом «белый крест» (от VX4 / 90) вместо нарисованного отвисшего носа Carlton. Однако Viceroy / Commodore плохо продавались и были сняты с производства после фейслифтинга E2 в 1982 году, а шестицилиндровый двигатель не появлялся в Carlton снова до модели MK2 GSi 3000.
Vauxhall Royale и Vauxhall Royale Coupé, по сути, были версиями Carlton / Viceroy с длинной колесной базой с измененным стилем «шесть легких», которые позиционировались в верхней части диапазона только с шестицилиндровыми двигателями. По сути, это были версии Opel Senator и Monza, разработанные под значком, соответственно, хотя в Соединенном Королевстве возникла запутанная ситуация в результате решения General Motors объединить дилерские сети и маркетинг Vauxhall и Opel - Royale был исключен в 1982 году. фейслифтинг и был перезапущен в Великобритании как Opel Senator и Monza в 1983 модельном году, но первый снова изменился на значок Vauxhall в 1985 модельном году. Monza продолжала оставаться Opel, пока не была удалена в 1987 году.
Carlton также продавался с левым рулем на рынках континентальной Европы, включая Нидерланды, Бельгию, скандинавские страны, Италию и Португалию, наряду со своим аналогом Rekord.
Появление обновленного Opel Rekord "E2" в 1982 году ознаменовало сближение моделей Rekord и Carlton (и фактически окончательное сближение линеек Opel и Vauxhall в целом), при этом оба автомобиля теперь отличаются только значками, в то время как Производство в Великобритании было прекращено, и все автомобили Carlton были построены вместе со своими сестрами Rekord в Рюссельсхайме. В обновлении исчезла передняя часть с провисанием в пользу более традиционной (хотя все еще наклонной) решетки, как у Rekord. Оба автомобиля также имеют новый молдинг приборной панели и переработанный интерьер. Это также ознаменовало конец продажи Opel Rekord в Великобритании, поскольку бренд Opel постепенно прекращал свое существование в Великобритании, а также продажи Carlton за пределами Великобритании, поскольку бренд Vauxhall был отозван из остальной части Европы.
Opel решил назвать свой автомобиль на замену 1986 года в этом сегменте Omega, а не Rekord. Vauxhall остался с именем Carlton. С момента своего запуска в ноябре 1986 года модельный ряд седанов и универсалов Vauxhall Carlton / Opel Omega заработал себе награду «Европейский автомобиль года» - второй продукт Vauxhall / Opel, получивший эту награду, через два года после того, как Astra / Kadett получил награду.
Vauxhall Carlton (Omega B) снова разделил свою платформу с Senator, на этот раз известный как в формах Opel, так и в Vauxhall под одним и тем же именем: Senator. Внутренняя приборная панель и отделка также отличались. Каркас кузова Senator отличался между стойками B и C/D, в нем использовались разные задние двери и увеличенный задний фонарь, что привело к более высокой линии крыши в задней части, чтобы дать Пассажиры на заднем сиденье чуть лучше над головой. Это оказало соответствующее влияние на лобовое сопротивление: Carlton достиг 0,28 cd против 0,30 cd у Senator.
Та же платформа GM V также использовалась в вариантах Holden и других продуктах GM.
Vauxhall отказался от заводской таблички Carlton в начале 1994 года, но название его эквивалента Opel, Omega, сохранилось, поскольку оно было применено к замене Carlton. Opel Omega B1 Хотя модели всегда использовали одну и ту же платформу, а замена снова была основана на платформе GM V, GM заставила эквивалент Vauxhall принять название Opel (стремление к унификации названий моделей европейского рынка происходило во всем диапазоне). ), и поэтому замена Carlton была продана как Vauxhall Omega. В новой линейке не было эквивалентного элитного варианта Senator.
Vauxhall Carlton считается легендарным автомобилем в Соединенном Королевстве и некоторых частях Европы, потому что у него был гораздо более мощный вариант под названием Lotus Carlton с двигателем V8 и деталями от Opel Senator и Holden Commodore, чтобы сделать его тяжелее. Он был создан в партнерстве с Lotus и был известен тем, что избегал очень быстрых полицейских вертолетов и других.